# Sokoli Stok
Sokoli Stok, niem. Zaughalser-Lechne (615 m n.p.m.) – boczny grzbiet w północnej części Wzgórz Włodzickich, w Górach Sowich, położony na terenie Nowej Rudy.

## Położenie
Sokoli Stok położony jest w obszarze Wzgórz Włodzickich, pomiędzy: Sokolicą na zachodzie, Tworzykowem na wschodzie i Włodowicami na południu. Grzbiet ma dwa punkty wysokościowe: 611 i Sokoli Garb 615 m n.p.m. Zasadniczo nazwa Sokoli Stok obejmowała jedynie zachodnie zbocze grzbietu, położone powyżej dawnego dworu w Sokolicy, ale obecnie odnoszona jest do całego grzbietu.

## Szlaki turystyczne
Przez Sokoli stok przechodzi  szlak turystyczny z Nowej Rudy na Włodzicką Górę.